# Serrat del Prat d'Ori
El Serrat del Prat d'Ori o Turó de l'Ori és una muntanya de 841 metres que es troba al municipi del Brull, a la comarca d'Osona. Al turó hi ha una petita necròpolis. Malgrat que foren excavades no se'n coneix la cronologia exacte ni el tipus de poblament que estaria reflectint.